# Pobrdo
Pobrdo je brdo u blizini Bijakovića i Međugorja u Bosni i Hercegovini. Mjesto je to prvih navodnih ukazanja Djevice Marije u Međugorju. Doslovno, znači "pod brdom".
Pobrdo je najniži dio planine Crnice, s pogledom na zaselak Bijakovići, gdje je šestero vidjelaca živjelo u vrijeme prvih ukazanja 1981. godine. To je neplodno i kamenito brdo, do čijeg se vrha prije teško moglo doći, no danas je zahvaljujući milijunima hodočasnika koji su ga pohodili, poprimio oblik koji je jasno vidljiv s vrh obližnjeg brda Križevac. 
Hodočasnici pri usponu na Pobrdo najčešće mole svetu krunicu i meditiraju o njezinim otajstvima. Kako bi se olakšala ova kontemplacija, tijekom godina staza na Podbru obogaćena je s 15 brončanih ploča koje prikazuju radosna, žalosna i slavna otajstva krunice. 
Do Podbrda se iz središta Međugorja može doći pješice za dvadesetak minuta ili automobilom asfaltiranom cestom u dužini od oko 2 km.
Godine 2006., dio staze osvijetljen je malim reflektorima pa je jasno vidljivo i noću.

## Galerija
- Kip Djevice Marije na Pobrdu.
- Detalj brončane ploče s otajstvima krunice.
- Pobrdo noću.
- Kamenje na Pobrdu.